# Carl Freese
Carl Friedrich Heinrich Freese, auch Karl Freese, (* 27. April 1807 in Stralsund; † 16. April 1892 in Zerbst) war ein deutscher Pädagoge und Philologe sowie Mitglied der Frankfurter Nationalversammlung.

## Leben
Während seines Studiums wurde er 1829 Mitglied der Alten Halleschen Burschenschaft Germania. Nach dem Studium der Philologie und evangelischen Theologie in Greifswald, Leipzig und Halle an der Saale von 1825 bis 1830 war er bis 1832 Lehramtskandidat und arbeitete danach bis 1834 als Oberlehrer am Stralsunder Gymnasium. Anschließend wurde er Prorektor am Collegium Groeningianum in Stargard in Pommern, wo er 1840 zum Professor ernannt wurde. 1843 wurde er zum Direktor des Gymnasiums gewählt. 1845 veröffentlichte er eine Schrift, in der er Reformen des Gymnasialwesen forderte, unter anderem den Fortfall des Unterrichts in griechischer Sprache und die Einschränkung des Lateinunterrichts. Das brachte ihm viele Anfeindungen ein, steigerte aber auch seinen Bekanntheitsgrad.
1848 wurde er für den 9. Wahlkreis der Provinz Pommern (Stargard)  in die Frankfurter Nationalversammlung gewählt. Dort schloss er sich der Westendhall-Fraktion an. Er beteiligte sich am Ausschuss für Kirchen- und Schulangelegenheiten. 
Seine liberale Einstellung wurde ihm von der Regierung nachgetragen, so dass er 1856 von seiner Stellung als Gymnasialdirektor zurücktrat. Er wurde auf Wartegeld gesetzt und lebte als Privatgelehrter in Berlin. Die Aufforderung des preußischen Kultusministers Adalbert Falk, wieder in den Staatsdienst zu treten, lehnte er ab und wurde darauf 1875 pensioniert. Nach einigen Jahren in Berlin lebte er zurückgezogen in Zerbst.

## Schriften (Auswahl)
- De Hermanni ratione metrica. Halle 1829.
- Deutsche Prosodie. Stralsund 1837.
- Die pädagogische Ausbildung der künftigen Schulmänner. 1841.
- Das deutsche Gymnasium nach den Bedürfnissen der Gegenwart. Dresden 1845.
- Griechisch-römische Metrik. Dresden 1847.